# Földessy Géza
Földessy Géza (Szombathely, 1905. április 21. – München, 2001. március 9.), németül: Géza/Geza von Földessy, magyar színész, színházi rendező és színigazgató. Komlós Juci volt férje, Földessy Margit édesapja.

## Élete
Földessy Ödön (1865–1943) MÁV-főfelügyelő és takarékpénztári elnök, valamint Balogh Viola Laura (1871–1944) fiaként született. Katonaiskolába íratták, amit 16 éves korában otthagyott egy daltársulat kedvéért, és színésznek állt. AZ 1924/25-ös évadban szülővárosában, Szombathelyen lépett fel, majd 1925–26-ban Miskolcra szerződött. 1926-tól lépett elő hivatásos színésszé, amikor az Országos Színészegyesület kiállította a számára a működési engedélyt. Az 1926/27-es évadra a Vígszínházhoz szerződött. Majd Faragó Jenő az 1927/28-as évadra a saját társulatához csábította, és Székesfehérvárott, valamint Szombathelyen lépett fel vele. 1926-ban Németországba ment, Berlinbe hívták, és 1926 és 1938 között a német filmgyártó vállalatnál, az UFA-nál számos filmben szerepelt. Ez idő alatt az 1932/33-as évadban Győrben és Székesfehérváron játszott, az 1933/34-esben Pécsett színészkedett, majd 1934-ben a Városi Színházhoz szerződött. 1938 és 1940 között Szegeden, Beregszászban és Munkácson.
Szegeden ismerkedett össze későbbi első feleségével, Komlós Jucival. Már akkor nagy nőcsábász hírében állt. Komlós Juci így vall a megismerkedésükről: „Anyu addig-addig vigyázott rám, amíg meg nem érkezett Földessy Géza. Mondtam, ugyan kérem, rám nem kell vigyázni, tudom, hogy az egy szoknyapecér nem is foglalkozom vele. Ezt visszamondták neki, no ettől kezdve nem volt nyugtom. [...] De aztán addig vigyáztak ránk, míg nem sikerült összejönnöm Földessy Gézával. [...] Nagyon kedves fickó, sármos pali volt. Szisztematikusan odajött hozzám a próbákon is beszélgetni és beszélgetni. Addig beszélgettünk, míg összejöttünk. Aztán tizenkét évig együtt is maradtunk. [...] Ez nagy szerelem volt. Később már megcsalt jobbra-balra, de hát ez férfi–nő dolog.”
1940-ben a Fővárosi Operettszínházban lépett fel bonvivánként. 1940-ben Földessy Géza gróf Károlyi Istvánnal, Károlyi Mihály unokaöccsével együtt megalapította a Madách Színházat. 1940. november 29-én nyílt meg a Madách tér 6. szám alatt. Földessy csak az első évben volt igazgató, mivel Károlyi, a tulajdonos nem volt megelégedve igazgatásával. Őt Pünkösti Andor váltotta a direktori székben, 1941-ben. 1941-től 1948-ig Miskolcon volt színigazgató. Ide is követte Komlós Juci, és Görömbölytapolcán volt egy kis házuk. 1942-ben Kassán is fellépett a színtársulatával. Házasságra csak a háború után léptek egymással Komlós Jucival 1945. szeptember 6-án Szegeden, aki akkor már két hónapos terhes volt. 1946 április 25-én született a lányuk, Földessy Margit. 1945 és 1948 között ő volt a Fővárosi Operettszínház gazdasági igazgatója, és a Vidéki Színigazgatók Szövetségének elnökeként tevékenykedett. 1948-ban külföldi tanulmányút ürügyén disszidált, ami miatt feleségét, Komlós Jucit is meghurcolták, bűnrészesként kihallgatták. Majd el is váltak. Az 1950-es években magyar és francia nyelvű előadások rendezőjeként tevékenykedett Párizsban.
1956-ban hívta Földessy Géza Komlós Jucit, hogy menjen ki hozzá Ausztriába, a határnál várja, mert nem tud nélküle élni. Komlós Juci annak ellenére, hogy még szerette a férjét, és megbocsátott neki, nem tartott vele Nyugatra. A bécsi hajóállomáson találkoztak, de Komlós Juci hazajött. Erről így vall: „Ő 1956-ban még azzal a nővel élt, aki kiszökött utána, de ennek ellenére eljött értem a határ közelébe. Telefonált, hogy a határnál vár. De mondtam, hogy én nem megyek. Mit csináltam volna ott? Nem beszélek nyelveket. Azt nem akartam, hogy semmi más lehetőségem ne legyen, mint hogy együtt élünk. Nem tudtam volna elmenni ebből az országból.”
Földessy Géza aztán az NSZK-ba ment, és Münchenben telepedett le, ahol alapítója volt a Münchener Theater in der Brienner Straße színháznak, amelynek 1972-ig volt az igazgatója. Később időszaki társulatokkal lépett fel.
1995-ben hazalátogatott. „Nyugodt, biztos lépésekkel megy föl az emeleti próbaterembe Földessy Géza, hogy lánya, Margit társaságában, Földessy Margit ifi-színiiskolájának növendékeivel megrendezze Diego Fabri olasz író Jézus pöre című darabját, a svábhegyi Jókai klubban. Hangja is fiatalos, látása és hallása hibátlan még, nem csoda, hogy ma is rendszeresen dolgozik Földessy Géza színész-rendező-színigazgató, aki a minap még „csak” 90. születésnapját ünnepelte.”
2001. március 9-én Münchenben halt meg.

## Színházi szerepei
A Színházi adattárban regisztrált bemutatóinak száma 4.
- Lengyel Menyhért: Tájfun (Tokeramo)
- Herczeg Ferenc: Bizánc (Konstantin császár; Lala Kalil, török követ)
- Zilahy Lajos: Tűzmadár (Lovasdy)
- Martos Ferenc–Szirmai Albert: Alexandra (Keresztély, Illéria királya)
- Szilágyi László–Zerkovitz Béla: Csókos asszony (Báró Tarpataky)
- Klabund (Henschke Alfred): Krétakör (Csu, főbíró)

## Filmjei
| - Das ist die Liebe der Matrosen (1962) – a színigazgató - Dankó Pista (1941) – Vladimír segédtisztje - Pepita kabát (1940) – Szepesy János - Hetenként egyszer láthatom (1937) – Bozóky Feri - Sutyi, a szerencsegyerek (1937) – Mák Egon - Szerelmi álmok (1935) – Eötvös Kálmán báró |